# Bahattin Sofuoğlu
Bahattin Sofuoğlu (Adapazarı, Provincia de Sakarya, Turquía, 19 de agosto de 2003) es un piloto de motociclismo turco que participa en el Campeonato Mundial de Supersport con el equipo Yamaha Thailand Racing Team.

## Biografía
Sofuoğlu debutó internacionalmente en el Campeonato Mundial de Supersport 300 para el equipo italiano Trasimeno con una Yamaha YZF-R3 en la ronda de Portugal celebrada en el Autódromo Internacional do Algarve. Partió desde el puesto 34.º de la parrilla, remontando y terminando en su debut en el 17.º puesto.
En 2020, Sofuoğlu paso al Biblion Motoxracing Yamaha WSSP300 y con este equipo los resultados no tardaron en llegar. Logró su primer victoria mundialista en la carrera dos de Jerez, convirtiéndose en el primer turco en ganar en el campeonato. En otra de las rondas celebradas en España, Sofuoğlu volvió a brillar, en el Teruel consiguió la pole position, su primera y la de un turco en el campeonato  y además consiguió el triunfo en la primera carrera del fin de semana gracias a la descalificación del ganador original, Víctor Rodríguez. Al terminar en la cuarta posición en la última carrera de la temporada en el Estoril, Sofuoğlu terminó la temporada en la tercera posición final.
En 2022, Sofuoğlu dio el salto al Campeonato Mundial de Supersport con el equipo MV Agusta Reparto Corse compitiendo con ellos en las rondas europeas pertenecientes al World Supersport Challenge. Sofuoğlu ganó el World Supersport Challenge co 72 puntos, 32 puntos más que el segundo, el danés Simon Jespersen. 
Se mantuvo con el MV Agusta Reparto Corse en 2023 pero en esta temporada pasó a ser uno de los pilotos titulares del equipo. En la cuarta ronda del campeonato en Cataluña, Sofuoğlu consiguió su primer podio en la categoría al terminar tercero en la carrera 1 y al día siguiente logró su primer triunfo. Consiguió otro par de podios en la ronda de la República Checa. En su primera temporada completa en el campeonato terminó en la sexta posición. 

## Resultados

### Campeonato Mundial de Supersport 300

#### Por temporada
| Temp. | Moto               | Equipo                             | Carreras | Victorias | Podios | Poles | V.Ráp. | Pts | Pos |
| ----- | ------------------ | ---------------------------------- | -------- | --------- | ------ | ----- | ------ | --- | --- |
| 2018  | Yamaha YZF-R3      | Team Trasimeno                     | 1        | 0         | 0      | 0     | 0      | 0   | NC  |
| 2019  | Kawasaki Ninja 400 | Turkish Puccetti Racing by TSM     | 3        | 0         | 0      | 0     | 0      | 0   | NC  |
| 2020  | Yamaha YZF-R3      | Biblion Motoxracing Yamaha WSSP300 | 14       | 2         | 4      | 1     | 1      | 143 | 3.º |
| 2021  | Yamaha YZF-R3      | Biblion Yamaha Motoxracing         | 16       | 2         | 4      | 1     | 0      | 131 | 6.º |
| Total |                    |                                    | 34       | 4         | 8      | 2     | 1      | 274 |     |

#### Carreras por año
(Carreras en negrita indica pole position, carreras en cursiva indica vuelta rápida)
| Año  | Moto     | 1       | 2       | 3     | 4       | 5       | 6       | 7      | 8       | 9      | 10  | Pos. | Pts. |
| ---- | -------- | ------- | ------- | ----- | ------- | ------- | ------- | ------ | ------- | ------ | --- | ---- | ---- |
| 2018 | Yamaha   | SPA     | NED     | ITA   | GBR     | CZE     | ITA     | POR 17 | FRA DNS |        |     | NC   | 0    |
| 2019 | Kawasaki | SPA Ret | NED DNQ | ITA C | SPA DNQ | SPA DNQ | ITA DNQ | GBR    | POR Ret | FRA 23 | QAT | NC   | 0    |

| Año  | Moto   | 1      | 1       | 2       | 2     | 3       | 3       | 4     | 4       | 5       | 5       | 6     | 6       | 7      | 7     | 8     | 8      | Pos. | Pts. |
| Año  | Moto   | R1     | R2      | R1      | R2    | R1      | R2      | R1    | R2      | R1      | R2      | R1    | R2      | R1     | R2    | R1    | R2     | Pos. | Pts. |
| ---- | ------ | ------ | ------- | ------- | ----- | ------- | ------- | ----- | ------- | ------- | ------- | ----- | ------- | ------ | ----- | ----- | ------ | ---- | ---- |
| 2020 | Yamaha | SPA 5  | SPA 1   | POR 5   | POR 5 | SPA Ret | SPA Ret | SPA 1 | SPA 3   | SPA 9   | SPA 10  | FRA 3 | FRA Ret | POR 14 | POR 4 |       |        | 3.º  | 143  |
| 2021 | Yamaha | SPA NC | SPA Ret | ITA Ret | ITA 6 | NED 5   | NED 32  | CZE 5 | CZE Ret | FRA Ret | FRA Ret | SPA 2 | SPA 1   | SPA 3  | SPA 1 | POR 4 | POR 17 | 6.º  | 131  |

### Campeonato Mundial de Supersport

#### Por temporada
| Temp. | Moto                | Equipo                      | Carreras | Victorias | Podios | Poles | V.Ráp. | Pts | Pos  |
| ----- | ------------------- | --------------------------- | -------- | --------- | ------ | ----- | ------ | --- | ---- |
| 2022  | MV Agusta F3 800 RR | MV Agusta Reparto Corse     | 17       | 0         | 0      | 0     | 0      | 72  | 14.º |
| 2023  | MV Agusta F3 800 RR | MV Agusta Reparto Corse     | 24       | 1         | 4      | 0     | 1      | 168 | 6.º  |
| 2024  | MV Agusta F3 800 RR | MV Agusta Reparto Corse     | 22       | 0         | 0      | 0     | 1      | 103 | 12.º |
| 2024  | Yamaha YZF-R6       | Yamaha Thailand Racing Team | 22       | 0         | 0      | 0     | 0      | 103 | 12.º |
| Total |                     |                             | 63       | 1         | 4      | 0     | 2      | 343 |      |

- * Temporada en curso.

#### Carreras por año
(Carreras en negrita indica pole position, carreras en cursiva indica vuelta rápida)
| Año  | Moto      | 1       | 1      | 2      | 2      | 3      | 3       | 4       | 4       | 5       | 5       | 6       | 6       | 7       | 7       | 8      | 8       | 9      | 9       | 10     | 10      | 11     | 11     | 12      | 12      | Pos. | Pts. |
| Año  | Moto      | R1      | R2     | R1     | R2     | R1     | R2      | R1      | R2      | R1      | R2      | R1      | R2      | R1      | R2      | R1     | R2      | R1     | R2      | R1     | R2      | R1     | R2     | R1      | R2      | Pos. | Pts. |
| ---- | --------- | ------- | ------ | ------ | ------ | ------ | ------- | ------- | ------- | ------- | ------- | ------- | ------- | ------- | ------- | ------ | ------- | ------ | ------- | ------ | ------- | ------ | ------ | ------- | ------- | ---- | ---- |
| 2022 | MV Agusta | SPA 12  | SPA 14 | NED 15 | NED 10 | POR 23 | POR 14  | ITA 21  | ITA 18  | GBR 15  | GBR Ret | CZE 7   | CZE 5   | FRA Ret | FRA DNS | SPA 5  | SPA 7   | POR 11 | POR 5   | ARG    | ARG     | INA    | INA    | AUS     | AUS     | 14.º | 72   |
| 2023 | MV Agusta | AUS Ret | AUS 11 | INA 9  | INA 10 | NED 11 | NED Ret | SPA 3   | SPA 1   | EMI Ret | EMI 7   | GBR 13  | GBR 8   | ITA 4   | ITA Ret | CZE 3  | CZE 3   | FRA 9  | FRA Ret | SPA 6  | SPA 4   | POR 7  | POR 17 | SPA 16  | SPA Ret | 6.º  | 168  |
| 2024 | MV Agusta | AUS 6   | AUS 6  | SPA 10 | SPA 6  | NED 8  | NED 5   | ITA Ret | ITA Ret | GBR 6   | GBR Ret | CZE Ret | CZE Ret | POR WD  | POR WD  | FRA 16 | FRA Ret | ITA 10 | ITA 11  | SPA 10 | SPA Ret |        |        |         |         | 12.º | 103  |
| 2024 | Yamaha    |         |        |        |        |        |         |         |         |         |         |         |         |         |         |        |         |        |         |        |         | EST 10 | EST 8  | SPA Ret | SPA 9   | 12.º | 103  |

- * Temporada en curso.